# Papier albuminé

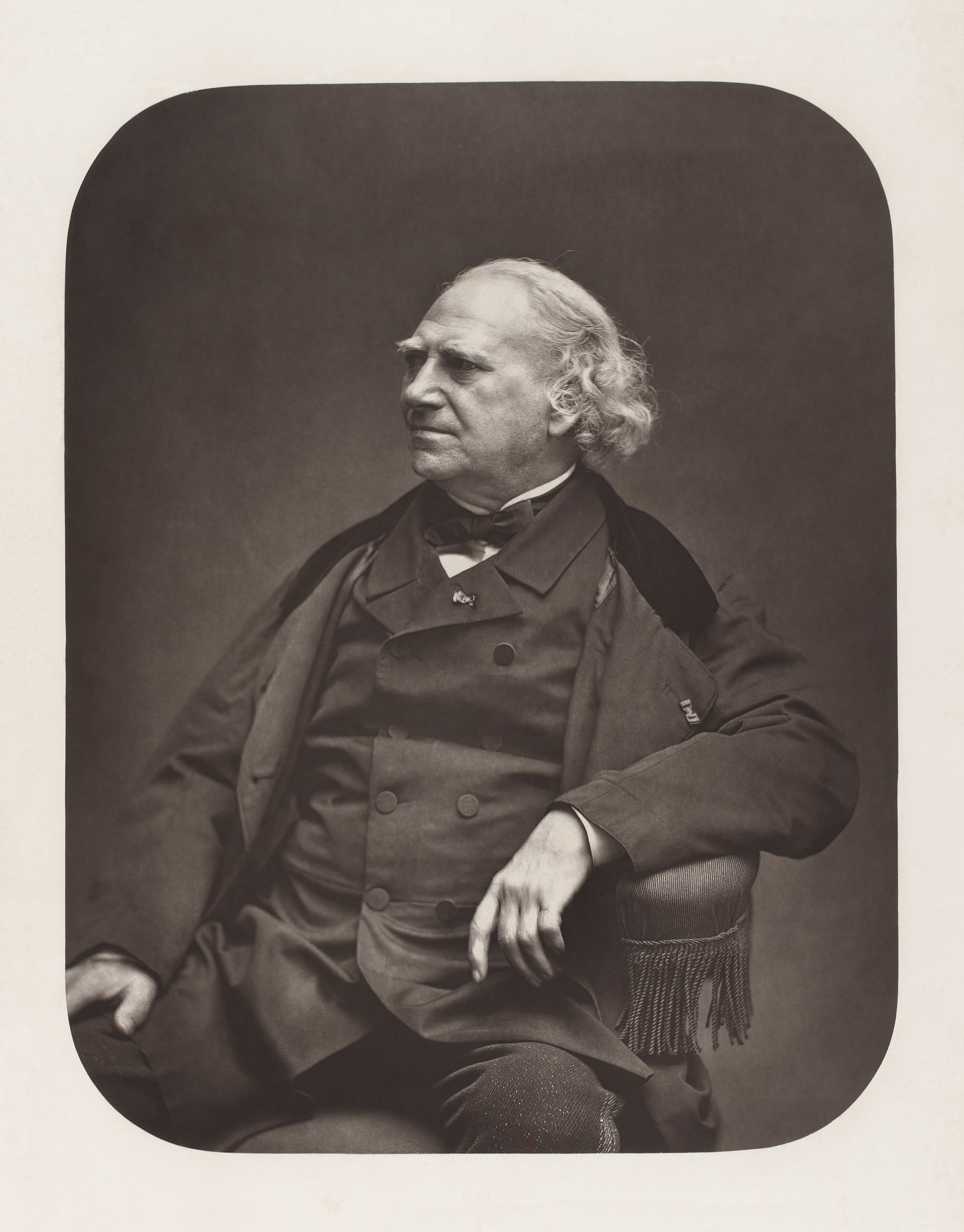
Louis Désiré Blanquart-Evrard, inventeur du procédé. Tirage sur papier albuminé, vers 1869. BnF.

Le papier albuminé, inventé en 1847 par Louis Désiré Blanquart-Evrard à partir du système du calotype, fut le premier procédé commercialement exploitable pour réaliser des tirages photographiques positifs papier à partir d'un négatif au départ sur support en verre appelé plaque.
Ce procédé de tirage argentique utilise l'albumine que l'on trouve dans le blanc d'œuf afin de fixer les éléments chimiques photographiques sur du papier. Il devint le principal procédé d'obtention de positifs de 1855 jusqu'au tournant du siècle avec un apogée d'usage entre 1860 et 1890. Vers la deuxième moitié du XIXe siècle, la production de photo carte de visite en était le principal usage.
Chaque photographe préparait lui-même ses papiers albuminés. Le papier enduit, une fois exposé aux ultra-violets solaires à travers un négatif sur support en verre, la plaque, puis traité simplement à l'eau, est ensuite séché et collé sur un carton car il est très fin. La présence d'albumine d’œuf lui donne une teinte sépia après une trop longue exposition à la lumière. Ce procédé est de plus en plus remplacé par les papiers dits aristotypes (émulsions au gélatino-chlorure d'argent ou au collodio-chlorure d'argent de fabrication industrielle) à partir de 1885, puis disparaît vers 1920 au profit des émulsions au bromure d'argent modernes.
En 1888, George Eastman commercialise le pellicule photographique, qui va remplacer la plaque.